# Charlie-Rose Maclennan
Charlie-Rose Maclennan es una joven actriz y cantautora australiana, más conocida por interpretar a Zoe O'Donnell en la serie australiana Out of The Blue.

## Biografía
Es hermana mayor de la actriz Eloise Maclennan y tiene dos hermanas más. A los 5 años Charlie comenzó su formación en la prestigiosa escuela Keane Kids Studio. 
En el 2007 obtuvo el tercer lugar en el concurso de composición de canciones del Australian Children's Music Foundation.

## Carrera
En el 2008 hizo su debut en la televisión cuando se unió al elenco de la serie Out of The Blue, donde interpretó a la brillante y vivaz Zoe O'Donnell.
En el 2009 apareció como invitada en la segunda temporada de la serie policiaca y criminal Underbelly: A Tale of Two Cities, donde interpretó a Martine Kane, la hija de Les y Judi Kane.
En el 2010 interpretó a Cherry en un episodio de la serie Spirited. Ese mismo año se anunció que aparecería en la exitosa serie australiana Home and Away, donde interpretaría a Lily Smith, la hija de Will Smith y Gypsy Nash. Su debut fue en 14 de octubre del mismo año, su última aparición fue en febrero del 2011, anteriormente Lily fue interpretada por varias infantes del 2001 al 2002 y en el 2003. El 9 de septiembre del mismo año Rose regresó a la serie como Lily esta vez junto a su madre, Gypsy para visitar a Irene Roberts. Su última aparición fue el 13 de octubre del mismo año después de que Lily se fuera de nuevo de la bahía esta vez con su madre.

## Filmografía
Series
| Año         | Serie                            | Personaje     | Notas                             |
| ----------- | -------------------------------- | ------------- | --------------------------------- |
| 2012        | Tricky Business                  | Molly Stanic  | episodio "Secret Girls' Business" |
| 2010 - 2011 | Home and Away                    | Lily Smith    | 30 episodios                      |
| 2011        | My Place                         | Minna Muller  | episodio "1868 Minna"             |
| 2010        | Spirited                         | Cherry        | episodio "I Remember Nothing"     |
| 2009        | Underbelly: A Tale of Two Cities | Martine Kane  | 2 episodios                       |
| 2008        | Out of the Blue                  | Zoe O'Donnell | 42 episodios                      |

Películas
| Año  | Película   | Personaje | Notas                                                                 |
| ---- | ---------- | --------- | --------------------------------------------------------------------- |
| 2010 | Grey Scale | Hija      | corto - junto a Kieran Darcy-Smith & Stephen Anderton                 |
| 2010 | Lou        | Leanne    | junto a Eloise MacLennan, Jay Ryan, Damien Garvey & Lily Bell Tindley |